# Zeschnig-Hohburkersdorf
Zeschnig-Hohburkersdorf war der Name einer Gemeinde, die etwa sieben Jahre lang im Kreis Sebnitz in der DDR existierte. 
Sie entstand am 1. Juli 1965 durch den Zusammenschluss der bis dahin eigenständigen Orte Zeschnig und Hohburkersdorf. Die Gemeinde hatte zum Zeitpunkt ihres Entstehens etwa 350 Einwohner und umfasste eine Fläche von zirka 400 Hektar. Benachbarte Gemeinden waren im Uhrzeigersinn Stürza, Heeselicht, Hohnstein und Rathewalde.
Am 1. April 1972 wurde Zeschnig-Hohburkersdorf nach Rathewalde eingegliedert. Heute bilden Zeschnig, Hohburkersdorf und Rathewalde den westlichen Teil des Gemeindegebiets von Hohnstein.